# Museo del Vino de Pagos del Rey
El Museo del Vino Pagos del Rey  es un museo enológico situado en la localidad de Morales de Toro (Zamora), dedicado a la difusión de la cultura, historia y tradición del vino.

## Museo
Se han reconstruido algunas de las instalaciones de la antigua Bodega Cooperativa Nuestra Señora Virgen de las Viñas, más tarde Bodegas Bajoz, en Morales de Toro, modernizando la primera zona de vinificación de la bodega para destinarla a museo.
En la planta baja se muestra información sobre la historia del vino y su situación geográfica en Castilla y León, siguiendo el curso del río Duero.
A través del interior de cinco depósitos que sirven de espacio expositivo, se accede a la planta superior, donde se narra la historia de los vinos zamoranos y en especial la evolución del vino toresano, resaltándose su singularidad.
El Museo también cuenta con un espacio polivalente para dar a conocer la empresa promotora y para la organización de actividades formativas y catas, además de un mirador hacia la nave de crianza que alberga 2.000 barricas de roble para la crianza de vinos.
En el exterior un jardín sirve de espacio expositivo, mostrando los objetos de gran formato como prensas, actividad de labrado, transporte desde el carro al clásico camión de reparto, filtros y otras piezas de amplias dimensiones.
Complementariamente se puede visitar la bodega moderna y existe una tienda para la adquisición de vinos y otros productos.

## Origen del edificio
El museo está instalado en una de las naves de elaboración de la antigua Cooperativa Nuestra Señora de las Viñas, construido en 1964, conocida posteriormente como Viña Bajoz, del que se ha mantenido buena parte de la estructura como muestra de patrimonio industrial, conservando también los 28 grandes depósitos de vinificación originales. 

## Reconocimiento como Museo
El Museo forma parte del Sistema de Museos de Castilla y León, reconocimiento de acuerdo con los parámetros exigidos por la Ley 2/2014 de Centros Museísticos de Castilla y León, y es miembro de la Asociación de Museos del Vino de España.
Su proyecto museográfico innovador, rehabilitación arquitectónica y puesta en valor del edificio industrial que lo alberga, la recopilación, restauración y exhibición de la colección o el plan de dinamización y gestión del museo con programaciones culturales, programas educativos y actividades enfocadas a la sectorización de audiencias en torno a la cultura del vino han avalado su candidatura al Premio Museo Europeo 2016